# Dunajek (Kowale Oleckie)
Dunajek (deutsch Duneyken, Forst, 1938–1945 Duneiken, Forst) ist eine kleine Siedlung in der polnischen Woiwodschaft Ermland-Masuren, die zur Landgemeinde Kowale Oleckie (Kowahlen, 1938–1945 Reimannswalde) im Powiat Olecki (Kreis Oletzko, 1933–1945 Kreis Treuburg) gehört.

## Geschichte
Dunajek ist eine kleine Waldsiedlung („osada leśna“) am Nordostrand des Borkener Forstes (auch: Borker Heide, polnisch Puszcza Borecka) im Nordosten der Woiwodschaft Ermland-Masuren. Sie liegt an einer Nebenstraße, die Grabowo (Grabowen, 1938–1945 Arnswald) an der Woiwodschaftsstraße DW 650 (einstige deutsche Reichsstraße 136) mit Czerwony Dwór (Rothebude) verbindet und ist über den gleichnamigen – jedoch zur Stadt- und Landgemeinde Gołdap (Goldap) gehörigen – Ort Dunajek (Groß Duneyken, 1928–1938 Duneyken, 1938–1945 Duneiken) erreichbar.
Bis 1945 war die Försterei Duneyken/Duneiken ein Ortsteil der Landgemeinde Groß Duneyken (bzw. Duneyken/Duneiken). Diese war in den Amtsbezirk Altenbude (polnisch Siedlisko) eingegliedert und gehörte zum Kreis Goldap im Regierungsbezirk Gumbinnen der preußischen Provinz Ostpreußen.
Aufgrund der Bestimmungen des Versailler Vertrags stimmte die Bevölkerung im Abstimmungsgebiet Allenstein, zu dem Duneyken gehörte, am 11. Juli 1920 über die weitere staatliche Zugehörigkeit zu Ostpreußen (und damit zu Deutschland) oder den Anschluss an Polen ab. In Duneyken stimmten 308 Einwohner für den Verbleib bei Ostpreußen, auf Polen entfiel keine Stimme.
In Kriegsfolge kamen die Gemeinde Duneiken und der Ortsteil Duneiken, Forst, 1945 zu Polen, wobei die Försterei dem Powiat Olecki (Kreis Oletzko, 1933–1945 Kreis Treuburg) zugeordnet wurde. Heute ist der Ort als eine kleine Siedlung Teil der Landgemeinde Kowale Oleckie innerhalb der Woiwodschaft Ermland-Masuren. Die kleine Ortschaft gehört zum Schulzenamt (polnisch Sołectwo) Czerwony Dwór.

## Religionen
Kirchlich war Duneyken bis 1945 an das evangelische Kirchspiel Grabowen bzw. an die katholische Pfarrei in Goldap angebunden. Heute gehört es zur katholischen Pfarrgemeinde in Grabowo (Bistum Ełk) bzw. zur evangelischen Kirche Suwałki-Gołdap (Diözese Masuren).